# هایلیگنکرویتس ام واسن
هایلیگنکرویتس ام واسن (به آلمانی: Heiligenkreuz am Waasen) یک منطقهٔ مسکونی در اتریش است که در لیبنیتس واقع شده‌است. هایلیگنکرویتس ام واسن ۱۵٫۴ کیلومتر مربع مساحت دارد ۳۲۹ متر بالاتر از سطح دریا واقع شده‌است.